# کرپشتلی باغی
کرپشلی باغی، روستایی از توابع بخش راز و جرگلان شهرستان راز و جرگلان در استان خراسان شمالی ایران است.

## جمعیت
این روستا در دهستان حصارچه قرار دارد و براساس سرشماری مرکز آمار ایران در سال ۱۳۸۵، جمعیت آن ۷۱۲ نفر (۱۸۰خانوار) بوده‌است.